# Bogdan Nicula
Bogdan George Nicula (n. 10 decembrie 1979, București, România – d. 21 iunie 2015, Solingen, Germania) a fost un balerin de origine română. 

## Biografie
Bogdan Nicula a studiat baletul clasic de la vârsta de 12 ani, în cadrul Liceului de Coregrafie „Floria Capsali” din București, sub îndrumarea profesorilor Eugenia Cotovelea, Mihaela Santo și Constantin Marinescu. La 16 ani câștigă medalia de argint în cadrul ediției a X-a a Concursului Internațional de Dans de la Caen, Franța, cu o variație din baletul „Silvia", muzica Leo Delibes. A urmat cursurile Universității Naționale de Artă Teatrală și Cinematografică „Ion Luca Caragiale” din București - secția Coregrafie. 
Între anii 1996-1998 participă și câștigă numeroase premii și titluri importante, in cadrul unor festivaluri, concursuri, gale și olimpiade naționale și internaționale de coregrafie. A participat la cursuri de vară în Edmonton, Canada (1995) și la stagii și cursuri de dans clasic, la Academie de Danse Classique „Princesse Grace” în Monte Carlo (1997, 1998).
În 1999 se alătură Teatrului de Balet „Oleg Danovski” din Constanța, ca solist și interpretează roluri în producții clasice ca: „Lacul Lebedelor”, „Spărgătorul de nuci”, „Cocoșatul de la Notre Dame”, „Pinocchio” , „Crăiasa zăpezii”, dar și în producțiile de dans contemporan ale coregrafilor Gigi Căciuleanu și Sergiu Anghel în roluri create pentru el - „Requiem” și „Metropolis”.

## Carieră internațională
În 2001 pleacă din România și parcurge rapid drumul spre succes, devenind solist principal în Balletmainz, apoi în Ballet am Rhein din Düsseldorf, Germania (director artistic Martin Schläpfer). Dansează în producții coregrafice contemporane celebre, create pentru companie sau producții din repertoriul internațional contemporan, respectiv George Balanchine, Merce Cunningham, Twyla Tharp, Jiri Kilyan, Hans van Manen, Regina van Berkel, Teresa Rotemberg , Nils Christe, Paul Lightfoot & Sol Leon, Christopher Bruce, Nicolo Fonte, Gisela Rocha.        
Între anii 2004 – 2012, participă la nenumărate producții pentru televiziune ale companiei din Mainz, aparițiile la Arte, ZDF, 3sat ale „Partita”, „Frogs and Crows”, „Marsch, Walzer Polka”, „Kleines Requiem”, „Gota de Luz” , devenind o obișnuință. În 2009 dansează în cadrul evenimentului 1000 Years Dome Mainz, în domul din Mainz, spectacolul fiind transmis de televiziunea germană națională ZDF.
În 2008 are ocazia extraordinară de a dansa pe celebra scenă a Teatrului Balșoi din Moscova, în cadrul Galei Premiilor „Prix de Benois”. A prezentat un solo din baletul „Streichquartett” coregrafiat de Martin Schläpfer, care a reușit performanța de a obține premiul pentru cea mai bună coregrafie a anului.

## Lucrări coregrafice
În timpul celor doi ani petrecuți la Universitatea Națională de Artă Teatrală și Cinematografică din București, își imaginează nenumărate producții coregrafice, preocuparea sa pentru creație prinde însă contur prima dată în anul 2011, când coregrafiază „Lupin Tango”, un pas de deux din „Finnischer Tango Abend” pentru Deutsche Oper am Rhein din Düsseldorf.
Poate cea mai apropiată de sufletul său, este însă coregrafia imaginată pentru elevii Liceului de Coregrafie „Floria Capsali”, care, în data de 30 mai 2013, au dansat la Opera Națională din București sub „bagheta” lui Bogdan Nicula, în „Flash.STOP”. O lucrare dinamică și emoționantă, realizată ca un tribut de admirație și recunoștință, în amintirea profesoarei Mihaela Santo. Cu această ocazie, Bogdan Nicula a reușit să transmită excelenta sa abilitate de a exprima idei și concepte într-un cadru motivațional și de echipă, relevând latura sa artistică și publicului din România.
În martie 2014, devine unul dintre membrii fondatori ai Asociației MBAS - Mișcarea pentru Balet și Artele Spectacolului, este profesor și coregraf în proiectul primei Școli de Vară profesioniste de balet din București și concepe în mod special, în doar trei săptămâni, Spectacolul „Noi origini”, o fuziune între dansul clasic și contemporan, un concept al inovației și al schimbării, o coregrafie concepută pe măsura aptitudinilor și talentului fiecărui elev.
În noiembrie 2014, află că este bolnav de ALS - scleroză laterală amiotrofică, o boală de tip neurologic, ce atacă celulele nervoase care controlează mișcarea voluntară, ceea ce, în timp, face mișcarea mâinilor, a picioarelor și a mușchilor extrem de dificilă.
În decembrie, gândește și dezvoltă prin limbaj și chiar mișcare, o ultimă lucrare coregrafică „Sonatele războiului” pe muzica lui Sergei Prokofiev. Opera este prezentată în Germania, în ianuarie 2015 și este primită cu emoție și entuziasm de public.  
În scurt timp, starea lui se înrăutățește. Rămâne însă lucid și pozitiv, la tot ce i se întâmplă. 
În data de 21 iunie 2015, se stinge din viață într-o clinică din Solingen, Germania.

## Legături externe
- video: Noi Origini - regia artistică și coregrafia: Bogdan Nicula - youtube.com
- en Bogdan Nicula - soloist ballet dancer Arhivat în 3 iulie 2015, la Wayback Machine.
- en Profil Bogdan Nicula - operamrhein.de Arhivat în 4 iulie 2015, la Wayback Machine.
- Asociatia M.B.A.S (Mișcarea pentru Balet și Artele Spectacolului) - site oficial